# ریچارد لیف
ریچارد لیف (به انگلیسی: Richard Leaf) (زاده ۱ ژانویهٔ ۱۹۶۷) بازیگر انگلیسی است.
از فیلم‌های معروف او می‌توان به بازی در فیلم خرابکاری، جزیره کاتروت اشاره کرد.